# Írország címere

Írország címere

Írország címere Írország egyik nemzeti jelképe. Írország (Uganda és Pápua Új-Guinea mellett) az egyike annak a három országnak a  világon, amelynek címerében egy hangszer van: egy hárfa. Ennek oka: a zene kitüntetett szerepe az ír hagyományban.

## Leírása
Egy kék színű pajzs, rajta egy aranyszínű hárfával, mely ősi kelta jelkép.